# Ecuador i olympiska vinterspelen 2022
Ecuador deltog i de olympiska vinterspelen 2022 som ägde rum i Peking i Kina mellan den 4 och 20 februari 2022.
Ecuadors lag bestod av en kvinnlig alpin skidåkare. Sarah Escobar var landets fanbärare vid öppningsceremonin. En volontär var fanbärare vid avslutningsceremonin.

## Alpin skidåkning
Ecuador kvalificerade en kvinnlig alpin skidåkare till OS. Sarah Escobar är född i USA men valde att tävla för sina föräldrars födelseland, Ecuador. Det var andra gången Escobar tävlade för Ecuador i en olympisk tävling då hon tidigare tävlat vid olympiska vinterspelen för ungdomar 2020 i Lausanne, Schweiz.
| Idrottare     | Gren                | Åk 1    | Åk 1      | Åk 2 | Åk 2      | Totalt | Totalt    |
| Idrottare     | Gren                | Tid     | Placering | Tid  | Placering | Tid    | Placering |
| ------------- | ------------------- | ------- | --------- | ---- | --------- | ------ | --------- |
| Sarah Escobar | Damernas storslalom | 1.21,26 | 61        | DNF  | DNF       | DNF    | DNF       |